# Галгай
Галгай, в груз. источ. глигви, в рус. источ.«колки»/«калки», «колканцы»/«калканцы» (ингуш. гӀалгӀай, [ʁaɭʁaj]) — самоназвание ингушского народа. Ряд учёных связывает его с древними гаргарами и гелами, упоминаемыми в I веке в труде античного историка и географа Страбона. В грузинских хрониках упоминается с XI века в форме глигви. В русских источниках «галгай» впервые становится известным в форме «калкан» в конце XVI века. В XVIII веке в ходе переселения ингушей на плоскость термин «галгай» распространился с галгаевского общества, возглавившего это переселение, на другие ингушские общества и стал самоназванием ингушей.

## Морфология
Чеченский языковед, доктор филологических наук К. З. Чокаев проанализировал внутренную структуру этнонима. По его словам:

Как в чеченском, так и ингушских языках этноним этимологически расчленяется на две части гӀал+гӀа в форме ед. ч. и гӀал+гӀай в форме мн. числа. Начальный звук [гӀ] — придыхательный, заднеязычный согласный напоминающий украинский фрикативый [г]¹. Тот же звук представлен и во втором слоге. Первый слог — ударный с кратким среднеязычным [ǎ]. Второй [ā] — долгий. Сонорный неслоговой [й] в исходе формы мн. ч. — формант мн. числа.

## Орфография этнонима
Самоназвание ингушского народа пишется и звучит в литературном ингушском языке как гӀалгӀай, в единственном числе — гӀалгӀа (см. Табл. 1). На русский язык этот этноним приблизительно транскрибируется как галгай — «ингуши», галга — «ингуш», «ингушка». Употребляется с классными глаголами-связками ва, я, ба; склонение по падежам: гӀалгӀачунна — «ингушу» (дательный), гӀалгӀачо — «ингуш» (эргативный), гӀалгӀачунца — «ингушом» (орудийный).
Родственные ингушам носители аккинско-орстхойского наречия чеченского языка именуют их так же — гӏалгӏай, в чеберлоевском диалекте — гӏалгIаай (имеется один словарь, указывающий такую форму для всего чеченского языка), в кистинском диалекте — гӏалгIāай (см. Табл. 1).
В несколько обособленном от вайнахского кластера бацбийском языке этноним гӀалгӀай не распространён. В таблице эндоэтноним указывается как латиницей — служившей основой ингушской письменности с 1921—1923 по 1939 годы, так и кириллицей — положенной в основу ингушского алфавита с 1939 года и используемая до наших дней.
| Табл. 1. Орфография этнонима в словарях нахских языков советского и постсоветского периодов (см. Литература § Словари) |              |               |                    |                    |               |                 |                |               |
| СловоформаЯзык Диалект                                                                                                 | «Ингуши»     | «Ингуши»      | «Ингуш», «Ингушка» | «Ингуш», «Ингушка» | «Ингушский»   | «Ингушский»     | «По-ингушски»  | «По-ингушски» |
| Ингушский | гӏалгӏай (6) | ghalghaj (1)  | гӏалгӏа (6)        | ghalgha (1)        | гӏалгӏай (3)  | ghalghaj (1)    | гӏалгӏашха (1) |               |
| Чеченский | гӏалгӏай (4) | гӏалгIаай (1) | гӏалгӏа (3)        | гӏалгIā (2)        | гӏалгӏайн (2) | гӏалгӏайниг (2) | гӏалгӏашха (1) | гӏалгIех (1)  |
| Аккинский, Итумкалинский                                                                                               | гӏалгӏай (1) |               | гӏалгӏа (1)        |                    |               |                 |                |               |
| Кистинский |              | гӏалгIāай (1) |                    | гӏалгIā (1)        |               |                 |                |               |
| Чеберлоевский |              | гӏалгIаай (1) | гӏалгӏа (1)        |                    |               |                 |                |               |

| Табл. 2. Варианты этнонима в соседних языках |                   |        |
| СловоформаЯзык                               | «Галгай» (Ингуши) | Сн.    |
| Аварский                                     | гъалгъаял         | [ 19 ] |
| Андийский                                    | гъалгъайол        | [ 19 ] |
| Ахвахский                                    | гъалгъаядо        | [ 20 ] |
| Багвалинский                                 | гъалгъаяди        | [ 20 ] |
| Ботлихский                                   | гъалгъдирал       | [ 20 ] |
| Годоберинский                                | гъалгъаяди        | [ 20 ] |
| Грузинский                                   | глигви / гӏилгӏви | [ 21 ] |
| Каратинский                                  | гъалгъаяди        | [ 20 ] |
| Кумыкский                                    | къалгъай          | [ 22 ] |
| Осетинский                                   | хъулгъа           | [ 23 ] |
| Тиндинский                                   | гъалгъаяри        | [ 20 ] |
| Чамалинский                                  | гъалгъаяди        | [ 20 ] |

## Этимология

### «Обитатели башен»

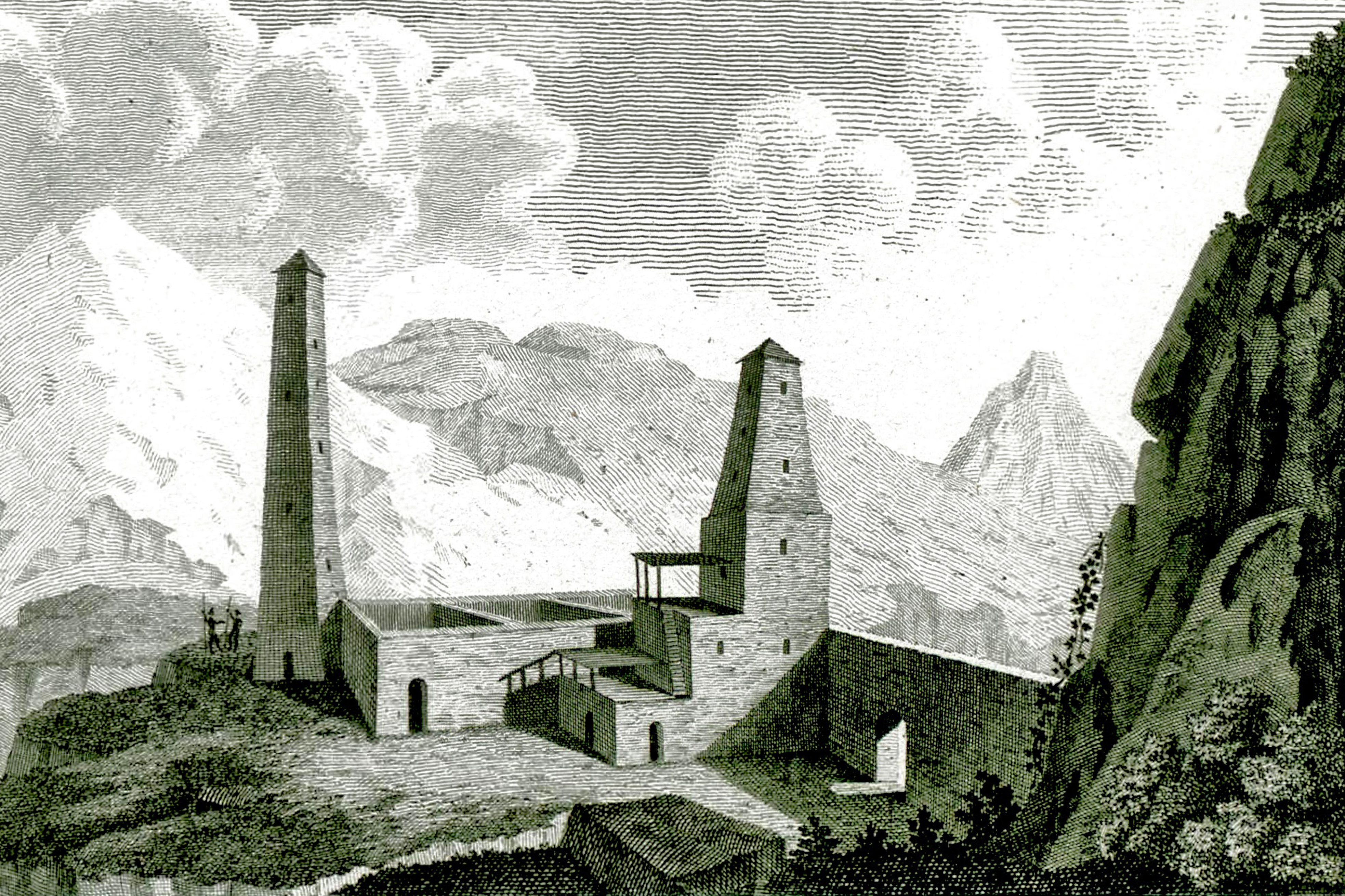
Средневековая галгайская застава в ущелье реки Асса, нарисованная Морицем фон Энгельгардтом в 1815 году.

Ряд учёных (например, А. Н. Генко, Ю. Д. Дешериев, И. Ю. Алироев) связывают галгай со словом гӀала — «башня/крепость», переводя слово с ингушского как «люди/обитатели башен».
Согласно этой версии, галгай представляет собой сочетание двух ингушских слов: гӀала — «башня/крепость» и словообразовательного аффикса гӀа, следовательно, этноним переводится как «люди/обитатели башен». К. З. Чокаев считает «-гӀа» в этнониме гӀалгӀай — суффиксом лица «-гӀа», а Ю. Д. Дешериев считает его преобразованным аффиксом из нахского аффикса «-хо». Он также отмечает, что в нахских языках звуки «х» и «гӀ» часто чередуются, что могло привести к трансформации хо в гӀа. Возможно, в одном из диалектов ингушского языка для образования этнонима использовался падежный аффикс «-гӀа». По мнению И. Ю. Алироева, «-гӀа» в этнониме является вайнахским слогом, обозначающим место (ср. ма-гӀара — «вверх», эгӀа — «вниз»).
Данная версия была подвергнута критикой Р. Л. Харадзе и А. И. Робакидзе, которые считали связь этнонима с гӀала («жилая башня») неубедительным, «так как, помимо всего остального, в жилищах подобного типа жили не только ингуши, но и другие народы Кавказа. Это не было отличительной чертой ингушей и не могло служить основанием для образования этнонима». Связь этнонима с гӀала была также отвергнута Чокаевым.

### Гелы

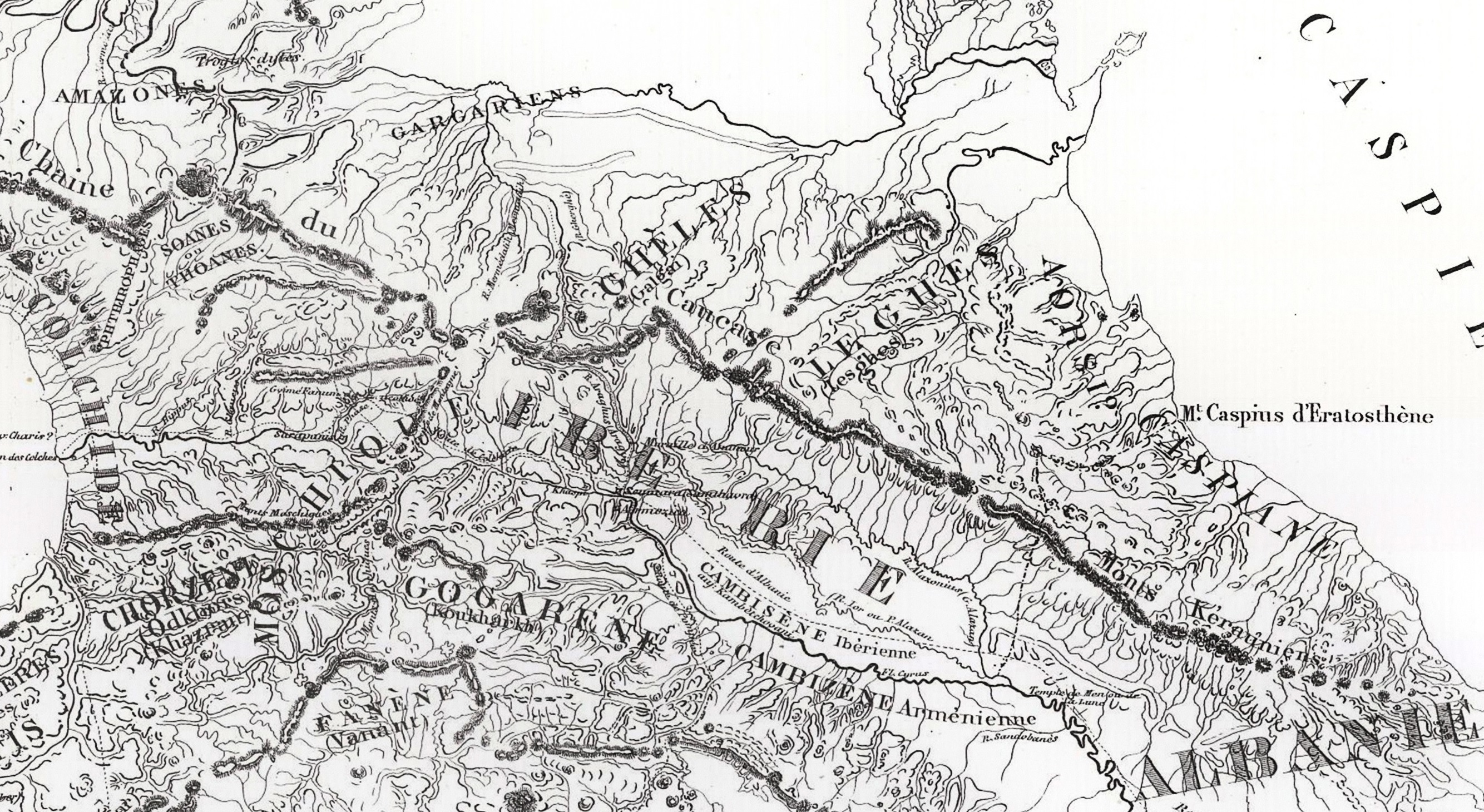
Кавказ в I веке до н. э. по Страбону.

В первом веке нашей эры древнегреческий географ Страбон в своем труде «География» упомянул племена гелов и легов. Он упоминал, что, по словам Феофана Митиленского, участвовавшего в Кавказском походе Помпея, гелы и леги жили между амазонками и албанами:

Теперь Феофан, совершивший поход с Помпеем и находившийся в стране албанцев, говорит, что гелы и легы, скифские народы, живут между амазонками и албанцами, и что река Мермадалис протекает там, на полпути между этими людьми и амазонками.
И. А. Джавахишвили и А. Чикобава связывают гелов с этнонимом галгай.

### Гаргареи
Страбон также упоминал ещё одно племя, населявшее Кавказ — гаргареев. По его словам:

Но другие, среди которых Метродор Скепсис и Гипсикрат, которые сами также не были незнакомы с рассматриваемой областью, говорят, что амазонки живут на границах гаргареи <...>
Гаргареи, как и гелы, также были связаны с этнонимом галгай рядом ученых, таких как В. В. Латышев, Е. И. Крупнов, Гамрекели, А. Майор.

### Гал вайнахской религии
К. З. Чокаев связывает галгай с именем Бога Солнца/Неба — Гал (ГӀал) вайнахской религии. По его мнению, «-гӀа» в этнониме — суффикс лица, следовательно, этноним переводится как «[люди] молящиеся Богу Солнца Гал». Он также нашел параллель этой этимологии в этнониме горно-чеченских диалектов — гиелага (гӀиелага). Культ Гала был обнаружен в Ингушетии и, по мнению осетинского учёного, профессора Б. А. Алборова, зародился в Ассинском ущелье. Алборов отметил, что с лингвистической точки зрения, с появлением начальной согласной, слово Гал могло образоваться от более старых ингушских терминов «Хал(а)» и «Ал(а)», которые в древности обозначали «бог».

### Предок Га
Записанные в XIX веке нахские легенды часто интерпретируются исследователями в историческом контексте, однако такое использование требует специальных источниковедческих методов и не позволяет установить точную хронологию для описания каких-либо событий из жизни предков чеченцев и ингушей. В таких легендах этноним галгай связан с легендарным предком Га. Само имя Га объясняется тем, что он якобы был назван в честь имени листа (ингуш. ГӀа, букв. — «лист»), поскольку он родился с листом в руке.
В преданиях, записанных даргинским этнографом Б. К. Далгат в горных аулах Эрзи и Фалхана, упоминается, как когда-то жили три брата, Га, Орштхо/Арштхо и Нахчо, от которых произошли галгай (ингуш), орстхой и нохчи (чеченцы). Братья прибыли в горы с востока и поселились в районе Галга, откуда стали расселяться по территории современных Чечни и Ингушетии. В чеченских легендах о происхождении вайнахов встречались и другие сочетания имен братьев, например, могли быть добавлены Ако/Ахо и Шото (эпонимы аккинцев и шатоев).

## Использование

### Глигви
В грузинских хрониках упоминается термин «глигви» (груз. ღლიღვი), связываемый с термином «галгай». Впервые он появляется в хронике Леонтия Мровели в XI веке. Также встречается в сочинении «Картлис цховреба», в отрывке, составление которого датируется не ранее XVI—XVII веков; этот отрывок упоминает, что в XI веке царь Кахетии Квирике III назначал правителя в Глигвети.
В XVIII веке глигвы упоминаются в документах грузинских царей и, изредка, в русских исторических сочинениях. Е. И. Крупнов пишет, что в грузинских источниках XVIII века этнические имена ингушей и чеченцев «глигви» и «дзурдзуки» зачастую успользовались как синонимы и могли обознать как ингушей, так и чеченцев.

### Калкан
В русских источниках XVI—XVII веков использовались термины «калкан», «калканцы», «калканские люди», «калки», связываемые с термином «галгай». Эти термины впервые появляются в статейном списке посла Семёна Звенигородского, направленного в Грузию в 1589—1590 годах. Е. Н. Кушева предполагает, что в русских источниках так обозначались различные родоплеменные группы Горной Ингушетии — не только галгаи. В XVIII веке термин «калкан» заменяется в русских источниках на термин «ингуш».

### Галгай
В современной форме «гӀалгӀай» термин появляется в литературе второй половины XVIII века. Первоначально он применялся к части ингушского населения, проживавшего в верховьях или в среднем течении реки Ассы, а именно в аулах Эгикал, Хамхи и Таргим. Жители этого региона в конце XVII века начали переселение ингушей на плоскость. В. А. Шнирельман предполагает, что внешние наблюдатели искусственно переносили их название на остальных ингушей, поскольку эта группа жила возле перевала через Кавказский хребет и была первой, с кем они знакомились.
Во второй половине XVIII века переселение ингушей на плоскость активизировалась, из-за чего термин «галгай» распространился на другие ингушские общества и постепенно стал общим самоназванием ингушей. Этот термин быстро распространился среди жителей плоскости, а позднее был принят и жителями горных сообществ от Джейраха до Цори. Н. Г. Ахриев пишет, что в 1920-х годах завершилась интеграция джераховцев и орстхойцев и все юго-западные вайнахи стали называть себя галгаями.

### Словари нахских языков
- Ингушско-русский словарь: 11 142 слов = Гӏалгӏай-Эрсий дошлорг: 11 142 дош / Сост.: А. С. Куркиев. — ИГУ. — Магас : Сердало, 2005. — 544 с. — 5000 экз. — ISBN 5-94452-054-X.
- Ингушско-русский словарь: 24 000 слов = Гӏалгӏай-Эрсий дошлорг / Науч. рук. Л. У. Тариева; Сост.: А. И. Бекова, У. Б. Дударов, Ф. М. Илиева, Л. Д. Мальсагова, Л. У. Тариева; Рец. Ф. Г. Оздоева, А. М. Мартазанов; Гл. ред. Т. И. Машуков. — Ингушский НИИ ГН им. Ч. Э. Ахриева. — Нальчик : ГП КБР РПК, 2009. — 983 с. — ISBN 978-5-88195-965-4.
- Ингушско-чеченско-русский словарь: [ок. 7000 слов] = Гӏалгӏай-Нохчий-Эрсий словарь / Сост. И. А. Оздоев, А. Г. Мациев, З. Д. Джамалханов; Ред. А. А. Саламов, Б. Х. Зязиков. — ЧИНИИИЯЛ. — Грозный : ЧИКИ; Тип. им. 11 августа 1918 г., 1962. — 212 с. — 1000 экз.
- Русско-ингушский словарь: 40 000 слов = Эрсий-Гӏалгӏай словарь: 40 000 дош / Сост.: И. А. Оздоев; Под. ред. Ф. Г. Оздоевы и А. С. Куркиева. — ЧИНИИИСФ при СМ ЧИАССР. — М. : Русский язык; Моск. тип. № 7, 1980. — 832 с. — 5000 экз.
- Сборник слов: [2010 слов] / Сост. З. К. Мальсагов // Ингушская грамматика. — Владикавказ : Serdælo. Тип. Свет, 1925. — С. 113—224. — 226 с. — 300 экз.
- Сравнительно-сопоставительный словарь отраслевой лексики чеченского и ингушского языков и диалектов: [18 309 слов] / Сост.: И. Ю. Алироев; Отв. ред. А. С. Куркиев. — ЧИНИИИЯЛ при СМ ЧИАССР; ЧИГУ. — Махачкала : ЧИКИ; СК МП Статуправл. ДАССР, 1975. — 387 с. — 550 экз.
- Чеченско-ингушско-русский словарь: [ок. 7000 слов] = Нохчийн-Гӏалгӏайн-Оьрсийн словарь / Сост.: А. Г. Мациев, И. А. Оздоев, З. Д. Джамалханов; Ред. А. А. Саламов, Б. Х. Зязиков. — ЧИНИИИЯЛ. — Грозный : ЧИКИ, Тип. им. 11 августа 1918 г., 1962. — 198 с. — 1000 экз.
- Чеченско-русский словарь: ок. 20 000 слов = Нохчийн-Оьрсийн словарь: 20 000 гергга дош. С прил. краткого грамматич. очерка чечен. яз. / Сост.: А. Г. Мациев; Отв. ред. Ю. Д. Дешериев. — М. : ГИС; Моск. тип. № 5, 1961. — 629 с. — 9000 экз.
- Чеченско-русский словарь: ок. 20 000 слов = Нохчийн-Оьрсийн словарь / Сост.: И. Ю. Алироев; Ответ. ред. З. Х. Хамидова. — РАН. Ин-т языкознания. АН ЧР. — М. : Academia, Можайский полигр. комб., 2005. — 384 с. — (Справочники. Энциклопедии. Словари). — 3000 экз. — ISBN 5-87444-180-8.